# Watertoren (Melle Geraardsbergsesteenweg)

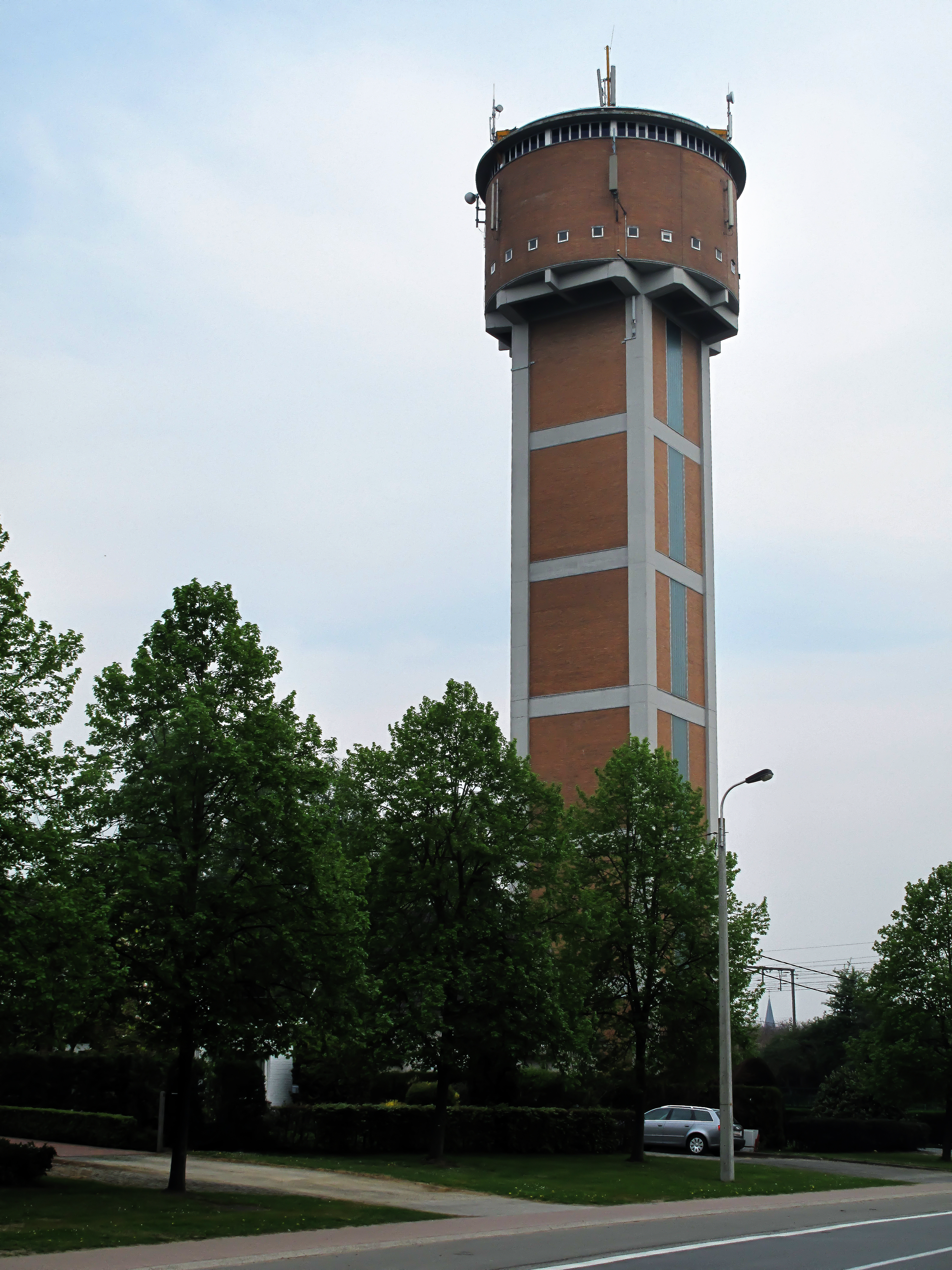
De watertoren van Melle

De Watertoren van Melle is een watertoren in de Belgische gemeente Melle. Deze moderne watertoren, gebouwd in 1952 naar het ontwerp van architect Paul Felix uit Oostende, ligt aan de spoorlijn Gent-Brussel.

## Architectuur
De constructie is hyperstatisch en 53 m hoog. De onderbouw is vierkant en bestaat uit zes niveaus waarvan de betonnen skeletstructuur zichtbaar is. De bovenbouw in cilindervorm is uitkragend en rust op betonnen balken. Het waterreservoir uit beton kan 506 000 l bevatten en is afgedekt met een koepeldak.